# Llista de monuments d'Aitona
Llista de monuments d'Aitona inclosos en l'Inventari del Patrimoni Arquitectònic Català per al municipi d'Aitona (Segrià). Inclou els inscrits en el Registre de Béns Culturals d'Interès Nacional (BCIN) amb la classificació de monuments històrics, els Béns Culturals d'Interès Local (BCIL) de caràcter immoble i la resta de béns arquitectònics integrants del patrimoni cultural català.
| Monument                                              | Protecció      | Estil/època                             | Localització                             | Coordenades                                          | Codi?         | Imatge |
| ----------------------------------------------------- | -------------- | --------------------------------------- | ---------------------------------------- | ---------------------------------------------------- | ------------- | --- |
| Castell d'Aitona, o Palau d'Aitona                    | BCIN 259-MH-ZA | Romànic XII-XIII, XV-XVI                | Aitona                                   | 41° 29′ 47″ N, 0° 27′ 35″ E / 41.496464°N,0.459753°E | RI-51-0006210 | Castell d'Aitona · Vegeu més fotos d'aquest monument · Carregueu una nova foto d'aquest monument                            |
| Castell de Carratalà, o els Pilarets de Carratalà     | BCIN 725-MH    | Romànic Medieval, XIX-XX                | Aitona                                   | 41° 29′ 14″ N, 0° 26′ 57″ E / 41.487243°N,0.449299°E | RI-51-0006211 | Carregueu una nova foto d'aquest monument                                                                                   |
| Església parroquial de Sant Antolí                    |                | Barroc XVIII                            | Aitona Pl. de l'Església, 4.             | 41° 29′ 41″ N, 0° 27′ 28″ E / 41.49477°N,0.45765°E   | IPA-14117     | Església parroquial de Sant Antolí (Aitona) · Vegeu més fotos d'aquest monument · Carregueu una nova foto d'aquest monument |
| Capella de Sant Gaietà                                |                | Obra popular XVI                        | Aitona C. Sant Gaietà, 1                 | 41° 29′ 43″ N, 0° 27′ 32″ E / 41.49518°N,0.45878°E   | IPA-14118     | Carregueu una nova foto d'aquest monument                                                                                   |
| Escoles                                               |                | Noucentisme XX                          | Aitona C. Escoles, 14                    | 41° 29′ 29″ N, 0° 27′ 24″ E / 41.49128°N,0.4566°E    | IPA-14120     | Carregueu una nova foto d'aquest monument                                                                                   |
| Casa del Rei Moro, o Casa dels Moros                  | BCIL 2012      | Obra popular XIV-XVI                    | Aitona C. la Coma, 13-15                 | 41° 29′ 43″ N, 0° 27′ 31″ E / 41.49523°N,0.45867°E   | IPA-14121     | Carregueu una nova foto d'aquest monument                                                                                   |
| Cal de la Capellania                                  |                | Obra popular XVI                        | Aitona C. la Vall, 6-8                   | 41° 29′ 43″ N, 0° 27′ 33″ E / 41.49528°N,0.45929°E   | IPA-14122     | Carregueu una nova foto d'aquest monument                                                                                   |
| Torre de Roca                                         |                | Obra popular XIV                        | Aitona Sot del Roca, ctra. a Seròs       | 41° 28′ 23″ N, 0° 26′ 09″ E / 41.47316°N,0.4358°E    | IPA-14123     | Carregueu una nova foto d'aquest monument                                                                                   |
| Xalet FECSA                                           |                | Obra popular XX                         | Aitona Central elèctrica, el Desaigüe    | 41° 28′ 11″ N, 0° 27′ 41″ E / 41.469850°N,0.461313°E | IPA-14124     | Carregueu una nova foto d'aquest monument                                                                                   |
| Central FECSA                                         |                | Racionalisme XX                         | Aitona Central elèctrica, el Desaigüe    | 41° 28′ 06″ N, 0° 27′ 43″ E / 41.46833°N,0.46187°E   | IPA-14125     | Carregueu una nova foto d'aquest monument                                                                                   |
| Passatge                                              |                | Obra popular XVIII                      | Aitona C. Pare Palau - c. Molí           | 41° 29′ 39″ N, 0° 27′ 28″ E / 41.494159°N,0.457810°E | IPA-14126     | Carregueu una nova foto d'aquest monument                                                                                   |
| Carrer del Forn                                       |                | Obra popular XVI                        | Aitona C. del Forn                       | 41° 29′ 44″ N, 0° 27′ 32″ E / 41.49552°N,0.45902°E   | IPA-14127     | Carregueu una nova foto d'aquest monument                                                                                   |
| Abadia                                                |                | Obra popular XIV                        | Aitona C. Costa                          | 41° 29′ 46″ N, 0° 27′ 32″ E / 41.49611°N,0.45881°E   | IPA-14128     | Carregueu una nova foto d'aquest monument                                                                                   |
| Ermita de Sant Joan de Carratalà                      | BCIL 2012      | Romànic, obra popular XIII-XIV, XIX, XX | Aitona                                   | 41° 29′ 08″ N, 0° 26′ 50″ E / 41.485650°N,0.447102°E | IPA-40242     | Ermita de Sant Joan de Carratalà (Aitona) · Vegeu més fotos d'aquest monument · Carregueu una nova foto d'aquest monument   |
| Cabana de volta Gran, Cabana de volta de Mas Llauradó |                | Obra popular XIX-XX                     | Aitona Vall de Carratalà                 |                                                      | IPA-43469     | Carregueu una nova foto d'aquest monument                                                                                   |
| Forn Montefiu                                         |                | Obra popular                            | Aitona Ctra. LP-7401                     |                                                      | IPA-46330     | Carregueu una nova foto d'aquest monument                                                                                   |
| Casa natal del Beat Francesc Palau i Quer d'Aitona    | BCIL 2018      | Obra popular XVIII-XIX                  | Aitona C. Pare Palau, 16                 | 41° 29′ 38″ N, 0° 27′ 27″ E / 41.49378°N,0.45745°E   | IPA-46477     | Carregueu una nova foto d'aquest monument                                                                                   |
| Cova del Pare Palau                                   | BCIL 2018      | Obra popular                            | Aitona A 1 km al sud-oest del nucli urbà | 41° 29′ 13″ N, 0° 26′ 48″ E / 41.48708°N,0.44654°E   | IPA-46479     | Carregueu una nova foto d'aquest monument                                                                                   |